# Liu Jin
Liu Jin (zm. 1510) – chiński eunuch z epoki Ming, zaufany poplecznik cesarza Zhengde, lider Ośmiu Tygrysów i jeden z najbogatszych Chińczyków minionego tysiąclecia.
Liu Jin zrobił karierę na dworze młodego władcy, Zhengde, który powierzył mu sprawowanie rządów nad krajem w 1505 roku. W okresie swojego urzędowania Liu Jin rozbudował służby specjalne, które wykorzystywał do prywatnych porachunków z przeciwnikami, oraz rozpoczął gromadzenie majątku. Okres jego rządów przyniósł państwu chaos i paraliż administracji, spowodowany walkami pomiędzy różnymi rodzajami tajnych służb. W 1510 roku Liu Jin został przez cesarza odsunięty od władzy i oskarżony o spisek na jego życie.
Został skazany na "karę tysiąca cięć", a jego agonia trwała trzy dni. Według legendy w trakcie egzekucji ludność Pekinu kupowała kawałki ciała Liu Jina i zjadała je.
W chwili skonfiskowania majątek Liu Jina szacowano, choć zapewne wyolbrzymiono jego wartość, na 450 ton złota, 3000 złotych pierścieni i 4000 pasów z drogimi kamieniami.
The Wall Street Journal umieścił Liu Jina na liście najbogatszych Azjatów II tysiąclecia.